# گوسدورف
گوسدورف (به آلمانی: Gosdorf) یک منطقهٔ مسکونی در اتریش است که در زودوست‌اشتایرمارک واقع شده‌است. گوسدورف ۱۵٫۶۴ کیلومتر مربع مساحت دارد ۲۳۴ متر بالاتر از سطح دریا واقع شده‌است.